# Kalominua manueli
Kalominua manueli is een hooiwagen uit de familie Samoidae.